# Aphis potentillae
Aphis potentillae är en insektsart som beskrevs av Nevsky 1929. Aphis potentillae ingår i släktet Aphis och familjen långrörsbladlöss. Inga underarter finns listade i Catalogue of Life.